# KOF MAXIMUM IMPACT
『KOF MAXIMUM IMPACT』（ケーオーエフ マキシマムインパクト）は、SNKプレイモア（のちSNK）から発売されたコンピューターゲーム。ジャンルは対戦型格闘ゲーム。同社の人気シリーズである『ザ・キング・オブ・ファイターズ』の外伝的作品。

## 概要
主に家庭用作品として発売されており、3Dグラフィックで構成されているのが大きな特徴。従来のKOFシリーズとは異なり、1on1の個人戦がメインとなっている。2004年に第1作が発売された後、2007年まで計4タイトルが発売されているが、その後続編が開発中止となったため、ストーリー上は未完結となっている。

## シリーズ

### KOF MAXIMUM IMPACT
2004年8月12日にPlayStation 2で発売。制作はノイズファクトリー。オリジナルキャラクターのデザインはFALCOONが手がける。SNKプレイモアとしては初めてのテレビCMが放映された。

#### KOF MAXIMUM IMPACT MANIAX
2005年6月23日にXboxで発売。第1作をほぼそのままマイナーチェンジした作品で、対戦バランス調整のほか、Xbox版ではリプレイ保存、スクリーンショット撮影、Xbox Liveによるネット対戦機能を搭載している。
2006年3月23日にはPlayStation 2でも発売。こちらはXbox版と異なりオンライン対戦や保存機能には非対応で、前作と比較しての新要素はカメラアングルの切り替え機能とボイス再生機能などしかないが、次作『2』の特典映像が収録されている。2015年2月18日からはPS2アーカイブスで配信開始。レイティングはCERO：B（12才以上対象）。

### KOF MAXIMUM IMPACT 2
2006年4月27日にPlayStation 2で発売。制作はSNKネオジオ。前作をベースに大幅にボリュームアップがなされた。マルチマッチングBBによるオンライン対戦にも対応（2010年9月20日をもってサービス終了）。FALCOONがプロデューサーに就任し、さらにストーリー担当に『KOF』ノベライズ版を手がけていた嬉野秋彦が参加している。2015年4月15日からはPS2アーカイブスで配信開始。レイティングはCERO：B（12才以上対象）。
なお、本作は北米発売版のみタイトルが『THE KING OF FIGHTERS 2006』となっている。

### KOF MAXIMUM IMPACT REGULATION "A"
シリーズ初の業務用（アーケードゲーム）作品。2007年7月14日稼動。基板は「Taito Type X2」を使用。
『KOF MAXIMUM IMPACT 2』をベースにしつつ、対戦形式を『KOF』シリーズと同じ3on3のチームバトルをメインに変更し、対戦バランス調整・技の追加などが施されている。また新キャラクターとして、『KOF2003』以降の「アッシュ編」主人公であるアッシュ・クリムゾンや、データイーストが開発したゲームのライセンスを取得したジー・モードとのクロスライセンス契約により『ファイターズヒストリー』シリーズに登場する溝口誠などが登場する。『MI2』の登場キャラクターは隠しを含めて全員登場するが、アーマーラルフだけは削除されている。
タイトルの"A"には、「アッシュ（Ash）、アーケード（Arcade）、アレンジ（Arrange）」の意味がある。
業務用稼動から間を置かず、2007年7月26日にPlayStation 2でも発売された。1on1の対戦や「プラクティス」に加え、BGMやボイスが自由に聴ける「ジュークボックス」が搭載されている（ボイスは『MI2』で使われた物や未収録の没ボイスまで多種多数）。業務用に忠実な移植であり、あくまで「アーケードを勝ち抜くための練習用アイテム」というコンセプトに基づいた仕様なので、『MI2』に存在していたストーリーモードやチャレンジモードなどは存在しない。前作同様オンライン対戦に対応していた（同じくサービス終了済）。2015年5月20日からはPS2アーカイブスで配信開始。レイティングはCERO：B（12才以上対象）。
なお、ジー・モードとのクロスライセンスでSNKプレイモア発売の本作に溝口が登場することになったのに対し、ジー・モード側からは携帯電話向けベルトアクションゲームとして2007年7月2日より『餓狼伝説VS.ファイターズヒストリーダイナマイト』が配信されていた（既に配信終了済）。

### 発売中止になった作品
以下の3作品はTGS2007でタイトルのみ発表されたが、2009年に発売中止が発表された。その理由は諸説あるが不明である。
KOF MAXIMUM IMPACT REGULATION"A"2
アーケードゲーム（Taito Type X2）とPlayStation 2で発売が予定されていた。タイトルロゴのみ公開され、TGS2007では片手で数え切れない数の新キャラクターを追加する予定だと語られていた。
KOF MAXIMUM IMPACT 3
PlayStation 3で発売が予定されていた。
KOF MAXIMUM IMPACT 360
Xbox 360で発売が予定されていた。

## ゲームシステム
方向キーと弱パンチ・弱キック・強パンチ・強キックの4ボタンによる操作系、四種類のジャンプや緊急回避、ふっとばし攻撃など、2Dの『KOF』シリーズを概ね踏襲しているが、サイドステップによる軸移動など3D格闘ゲームならではのシステムも導入されている。
2Dシリーズとの大きな違いとして、決められたとおりにボタンを押していくことで連続攻撃を出す事ができるスタイリッシュアート（SA）が存在することがあげられる。スタイリッシュアートはキャンセル必殺技による連続技やガード崩しなど、バリエーションはキャラクターごとに異なり多岐にわたる。
『MAXIMUM IMPACT 2』からは強力なスタイリッシュアートへの対抗手段として相手の攻撃をいなすさばきが追加されている。ガード中でも、さばきを出して相手の攻撃を中断・反撃に転じることが可能となっている。

## ゲームストーリー
サウスタウンを舞台に、ストリートギャングの抗争のなかで「ザ・キング・オブ・ファイターズ」が開催される、というのがストーリーの骨子である。『1』ではギャングの最有力者が殺されたことで一躍名を上げた「メフィストフェレス」が、『2』ではその上位組織である「アデス」がKOFを開催している。2Dシリーズと同じく、3部でストーリーは完結すると宣言されていたが、ゲーム自体の人気が芳しくなかった事と、上記3作品の発売中止により、未完のまま2部で打ち切りとなった。
主人公はストリートギャングの有力者であるメイラ兄弟（アルバ&ソワレ）で、2Dシリーズの主人公である草薙京や八神庵、K'などはストーリーに深く関わらない存在、あくまで端役になっているのが2Dシリーズとの大きな違いとなっている

## 登場人物
グラフィックが3Dになった事で、3D格闘ゲームに準じるように各キャラクターにアナザーコスチュームが用意された。アナザーコスチュームは、ほとんどのキャラクターで一見すると別人と思われるほどの変化を遂げている他、隠しカラーによるバリエーションでは別作品のキャラクターの姿を再現した衣装もある。

### KOF MAXIMUM IMPACT

#### プレイヤーキャラクター
- アルバ・メイラ - 『MI』シリーズで初登場。主人公。
- ソワレ・メイラ - 『MI』シリーズで初登場。
- 草薙京
- 八神庵
- 不知火舞
- リアン・ネヴィル - 『MI』シリーズで初登場。
- 麻宮アテナ
- ミニョン・ベアール - 『MI』シリーズで初登場。
- テリー・ボガード
- チェ・リム - 『MI』シリーズで初登場。
- リョウ・サカザキ
- ユリ・サカザキ
- レオナ
- ラルフ・ジョーンズ
- クラーク・スティル
- セス
- K'
- マキシマ
- ロック・ハワード - 『餓狼 MARK OF THE WOLVES』より。

#### ボスキャラクター
- デューク - 『MI』シリーズで初登場。『2』ではデフォルト使用キャラクターになった。

### KOF MAXIMUM IMPACT 2

#### 追加キャラクター
- ルイーゼ・マイリンク - 『MI』シリーズで初登場。
- ナガセ - 『MI』シリーズで初登場。
- ビリー・カーン
- クーラ・ダイアモンド

#### 隠しキャラクター
- B.ジェニー
- キム
- ニノン・ベアール - 『MI』シリーズで初登場。
- ナイトメア・ギース
- リチャード・マイヤ - 『餓狼伝説』より。
- ハイエナ - 『MI』シリーズで初登場。『1』ではサブキャラクター。
- リリィ・カーン - 『餓狼伝説』より、ビリー・カーンの妹。
- 服部半蔵 - 『サムライスピリッツ』より。
- フィオ - 『メタルスラッグ』より。
- ワイルドウルフ - テリーの別バージョン。
- 二代目Mr.カラテ - リョウの別バージョン。
- 草薙京CLASSIC - 京の別バージョン。
- アーマーラルフ - ラルフの別バージョン。『REGULATION "A"』には登場しない。

#### ボスキャラクター
- ジヴァートマ - 『MI』シリーズで初登場。

### KOF MAXIMUM IMPACT REGULATION "A"
『2』のアーマーラルフを除く全キャラクターが最初から使用可能。3on3形式だが、最終ボスを除いてデフォルトチームは設定されていない。

#### 追加キャラクター
- アッシュ・クリムゾン
- ブルー・マリー
- 笑龍 - 『MI』シリーズで初登場。

#### ボスキャラクター
- 溝口誠 - 『ファイターズヒストリー』より。隠しボス。最初から使用可能。

通常の最終ボスはデューク、ギース、ジヴァートマがチームを組んで登場し、12分以内にクリアすると溝口が現れる。